# Matria
Matria ist ein spanischer Film von Álvaro Gago. Die Premiere des Films war am 17. Februar 2023 in der Sektion „Panorama“ bei der Berlinale. Der Kinostart in Spanien war am 24. März 2023.

## Handlung
Die 42-jährige Ramona verdient sich in einem galicischen Fischerdorf auf einem Muschelkutter etwas dazu und treibt als Vorarbeiterin einer industriellen Reinigungsfirma ein Frauenteam energisch voran. Gegenüber ihrer 18-jährigen Tochter, die kaum noch nach Hause kommt, und ihrem Freund, der gern mal einen zu viel trinkt, tritt sie ebenso entschlossen auf.
Als ihr Arbeitgeber versucht, die Frauen nach acht Jahren Dienst wieder auf den Mindestlohn zu drücken, hat Ramona genug. Sie macht sich auf die Suche nach einem neuen Job und findet einen Halbtagsjob als Haushaltshilfe bei einem älteren Mann. In ihrem Leben kommt bald noch mehr in Bewegung, etwa bei einem Besäufnis mit der Freundin oder einem Flirt mit einem Muschelkuttermatrosen.

## Rezeption
Auf der Berlinale-Seite heißt es, der Film sei „das pulsierende Porträt einer Frau, die nach Jahren in der Mutterrolle erkennt, dass es Zeit ist, etwas für sich selbst zu tun“. Die Hauptdarstellerin María Vázquez würde dabei „mit sprödem Charme und mitreißender Impulsivität“ faszinieren.
Die Berliner Zeitung schreibt, getragen werde der Film „von der schier unbezähmbar scheinenden Hauptdarstellerin María Vázquez, die ihrer Figur eine herzaufreißende Authentizität gibt“. Der Film zeichne „eine triste, spröde, ärmliche Welt, das soziale Gefüge wird in aller Klarheit gezeigt und nicht verurteilt“.

## Auszeichnungen
In der Sektion „Panorama“ der Berlinale ist der Film in der Auswahl für die Filmpreise der unabhängigen Jurys, unter anderem für den Preis der Ökumenischen Jury und den FIPRESCI-Preis. Darüber hinaus wird der Panorama-Publikumspreis vergeben. Als Debütfilm ist Matria zudem in der Auswahl für den GWFF Preis Bester Erstlingsfilm.